# Lauraesilpha mearetoi
Lauraesilpha mearetoi är en kackerlacksart som beskrevs av Philippe Grandcolas 1997. Lauraesilpha mearetoi ingår i släktet Lauraesilpha och familjen storkackerlackor.
Artens utbredningsområde är Nya Kaledonien. Inga underarter finns listade i Catalogue of Life.